# Torbernit
Torbernit (chalkolit) – minerał z gromady fosforanów, a dokładniej fosforanów uranylu; łyszczyk uranowy. Jest to uwodniony fosforan uranylu i miedzi. Nazwa nadana na cześć szwedzkiego chemika i mineraloga Torberna Olafa Bergmana (1735–1784).

## Charakterystyka

### Właściwości
Tworzy kryształy cienkotabliczkowe płytkowe bądź blaszkowe o kwadratowym pokroju. Występuje też w skupieniach ziemistych, łuskowych, oraz w formie szczotek krystalicznych. Jest minerałem kruchym, przeświecającym o intensywnym połysku na powierzchniach łupliwości, równoległych do podstawy płytek. Odznacza się intensywną trawiasto- lub szmaragdowozieloną barwą.
Jest minerałem promieniotwórczym i z tego względu powinien być przechowywany w ołowianym pojemniku, lub plastikowym owiniętym w folie ołowianą.

### Geneza
Minerał wtórny w strefach utleniania pegmatytów, granitów, oraz niektórych utworów hydrotermalnych zawierających uraninit UO2 i związki miedzi Cu. Powstaje wtórnie w procesie wietrzenia uraninitu i blendy smolistej.
Asocjacje: współwystępuje przeważnie wraz z autunitem, fluorytem oraz barytem.

### Chemizm
Teoretycznie odmiana z 12H2O zawiera 56,65% UO2, 7,88% CuO, 14,06% P2O5 i 12,41% H2O. Niektóre odmiany zawierają do 3% PbO oraz kilka procent As2O4. Rozpuszcza się w HNO3. Zadanie uzyskanego roztworu nadaje mu niebieska barwę i wytrąca żółty osad.
Odmiana z 8H2O nazywana jest meta-torbernitem.

### Występowanie
Na świecie: USA (Marysvale, Colorado Mineral Belt), Kongo (Wyżyna Katanga), Wielka Brytania, Czechy, Niemcy. 
W Polsce: Na Dolnym Śląsku – Pogórze Izerskie, Góry Sokole, Karkonosze, Rudawy Janowickie (m.in. w okolicach Ogorzelca), Góry Sowie, Masyw Śnieżnika.

### Zastosowanie

Są to minerały silnie promieniotwórcze i z tego względu powinny być przechowywane w ołowianym pojemniku lub plastikowym owiniętym w folię ołowiową!

- Stanowi ważną rudę uranu (56-61% UO3)
- Znaczenie naukowe oraz kolekcjonerskie